# كسايبية
كسايبيّة هي قرية مغربية بإقليم القنيطرة الساحلي، شمالي الرباط. تضم بلدة الكسايبية 23.218 نسمة (إحصاء 2004).